# 雷蒙德·哈里森
雷蒙德·哈里森（英語：Raymond Harrison，1929年8月4日—2000年），英国男子击剑运动员。他曾代表英国参加1952年和1960年夏季奥林匹克运动会击剑比赛，其中1960年奥运会获得一枚银牌。